# Маноппелло
Маноппелло (итал. Manoppello) — коммуна в Италии, расположена в регионе Абруццо, подчиняется административному центру Пескара.
Население составляет 6091 человек (на 2004 г.), плотность населения составляет 144 чел./км². Занимает площадь 39 км². Почтовый индекс — 65024, 65025, 65020. Телефонный код — 085.
Небесным покровителем Маноппелло по традиции считается Священный Мандилион — запечатлённое чудесным образом на виссоне изображение лика Иисуса Христа, которое хранится в местной базилике Святого Лика. Празднование имеет место в понедельник после третьего воскресенья мая (исторический центр), во вторую субботу сентября (Маноппелло скало), во второе воскресенье октября (Рипакорбария), 15 августа (Санта-Мария Арабона).